# Jan Nieuwenhuijs
Johannes Theodorus (Jan) Nieuwenhuijs (Amsterdam, 8 januari 1922 – aldaar, 28 december 1986) was een Nederlands kunstschilder.

## Opleiding
Nieuwenhuijs volgde de Rijksnormaalschool en Rijksakademie van beeldende kunsten in Amsterdam. Hij was samen met zijn broer, Constant Nieuwenhuijs, Corneille en Karel Appel een van de oprichters in 1948 van de Experimentele Groep in Holland en van de internationale groep CoBrA, maar verliet die groep in de zomer van 1949. Nieuwenhuijs paste bijzonder goed in die groepering, juist omdat hij noch abstracte kunst, noch de non-figuratieve kunst aanhing. Dat dreigde zijns inziens naar een te veel esthetiseren te leiden en dat heeft Nieuwenhuijs nooit gewild, ook niet toen andere leden van de Cobra-groep later toch wat meer estheten zijn geworden. Om zijn eigen woorden te gebruiken: Ik schilder zoals ik schrijf, zoals ik lach. Ik schilder ook niet een bepaald geval, maar ik probeer expressief te zijn en daarvoor heb ik beelden nodig. Iets van deze tijd wil ik weergeven en in de abstracte kunst mis ik de hartslag, het felle van deze tijd. De abstracten bouwen alleen een schijnwereld op.
Hij was lid van de Amsterdamse Kring van Kunstenaars "Stuwing", Arti et Amicitiae en van de Federatie van Verenigingen van Beroeps Beeldende Kunstenaars.
In de periode voor 1948 maakte hij vooral stillevens, maar daarna begon hij composities te maken met vissen en fantasiewezens . Ed Wingen schreef over Nieuwenhuijs:
Het vroege werk van Nieuwenhuijs stond onder invloed van Matisse en Braque. Hij experimenteert met surreële dierfiguren, half mens, half vis en ontwikkelt zijn bijdrage aan het internationale Cobra-avontuur. Zijn ervaringswereld bezit een kinderlijke spontaniteit. Dit impulsieve uitgangspunt veroorzaakt in zijn schilderijen, aquarellen en tekeningen een sprookjesachtige rijkdom aan vormen en kleuren, die afwisselend figuratief en abstract is. De beeldtaal van Nieuwenhus verwijst naar de fantasiewereld van kinderen, de wonderlijke dromen van krankzinnigen en de fabels van primitieven. Ook bezit zijn semiautomatische schrift verwantschap met de kunst van figuren als Klee en Kandinsky en surrealisten als Mirò en André Masson.
Tot aan zijn dood in 1986 is Nieuwenhuijs trouw gebleven aan het credo van de Experimentele Groep. Zijn werk heeft zich dan ook binnen de mogelijkheden van het Cobra-idioom ontwikkeld tot een speelse en fantasierijke variatie van het naoorlogse surreële expressionisme.
Nieuwenhuijs heeft geëxposeerd in verschillende Europese musea en het Stedelijk Museum te Amsterdam heeft verschillende werken in eigen collectie. Een kunstenaar bovendien die in tal van landen zich heeft georiënteerd op kunstgebied en ook heeft geschilderd, onder meer in Italië, Frankrijk, Marokko, Tunesië, Algerije, Duitsland, enz. Een kunstenaar ten slotte wiens naam onverbrekelijk verbonden blijft aan een soort kunstvernieuwing die direct na de Tweede Wereldoorlog van zich deed spreken.
Wie nu de schilderijen van Nieuwenhuijs ziet zal er inderdaad iets van de spanning van zijn tijd in terugvinden.
Over Nieuwenhuijs schrijft Gerrit Kouwenaar in een gedicht uit 1974:
Hij heeft een deftige snor
Hij is vrolijk als een mens
Hij is niet vrolijk hij is ernstig
Hij is ernstig als een huis vol speelgoed
Hij bewoont zijn huis en zijn tijd
Hij is een schilder die schildert
Hij schildert geen verhalen
Hij vult wit in
Hij maakt kleuren alsof hij kan zien in het donker 
Hij maakt vormen alsof hij kan maken
Hij is een zwijger die doof maakt
Hij maakt dingen die bestaan
Hij maakt wat hij waarmaakt
Hij heeft een verleden'
Hij is aanwezig

## Solotentoonstellingen
1952

Galerie Le Canard, Amsterdam
1962

Galerie Brebaum, Düsseldorf
1966

Kunstzaal Vlieger, Amsterdam
1967

Twentse Schouwburg, Enschede
1971

Galerie Moderne, Silkeborg
1972

Galerie Nicolas, Amsterdam
1998

Cobra Museum voor Moderne Kunst Amstelveen

## Groepstentoonstellingen
1948

Jan Nieuwenhuijs/Anton Rooskens, Galerie Melchers, Amsterdam

Amsterdamse schilders van nu, Stedelijk Museum, Amsterdam

Schilders onder de dertig, Arti et Amicitiae, Amsterdam

Høstudstillingen. Den Frie Udstillings Bygning, Kopenhagen

1949

Amsterdamse schilders van nu, Stedelijk Museum Amsterdam

De Keerkring, Museum Fodor, Amsterdam
1955

Jonge Nederlandse Schilders OKW, Pictura, Amsterdam
1960

Stuwing, Stedelijk Museum, Amsterdam
1961

Stuwing, Stedelijk Museum, Amsterdam
1966

Cobra 1948/51, Museum Boijmans Van Beuningen, Rotterdam

Cobra, Louisiana, Humblebaek
1973

Cobra '73: Nieuwenhuijs/Brands/Corneille, Galerie Nicolas, Amsterdam
1983

Informele Kunst, Rijksmuseum Twenthe/Dordrechts Museum
1988

Cobra 40 jaar later, Nieuwe Kerk, Amsterdam
1993

Cobra LIEGE 93, Musée d'Art Moderne, Luik
1995

De taal van Cobra, Cobra Museum voor Moderne Kunst, Amstelveen